# Marcel Émile Verdet

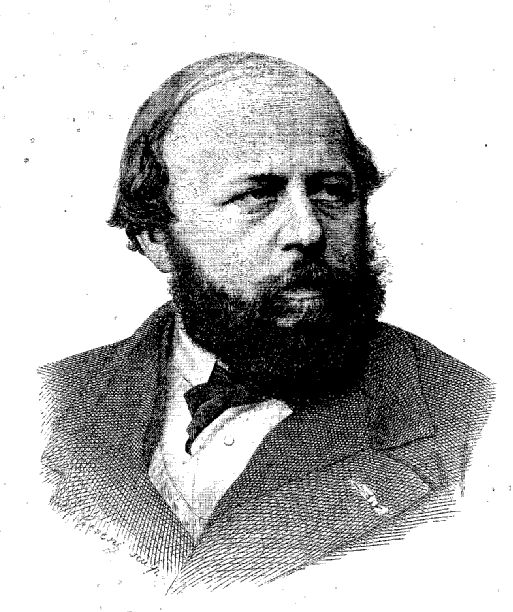
Marcel Émile Verdet

Marcel Émile Verdet (* 13. März 1824 in Nîmes; † 3. Juni 1866 in Avignon) war ein französischer Physiker. Er arbeitete auf dem Bereich des Magnetismus und der Optik und ergänzte die Arbeiten von Augustin-Jean Fresnel. Er war auch ein früher Verfechter der Energieerhaltung. Er war leitender Redakteur der Zeitschrift Annales de Chimie et de Physique.
Er war Schüler der Écoles normales supérieures, 1845 wurde er dort Dozent und 1863 Professor für Physik an der École polytechnique (Vorgänger von Alfred Cornu).
Die Verdet-Konstante ist nach ihm benannt.

## Bücher von Emile Verdet
- Leçons d'optique physique. Tome I (G. Masson, 1869)
- Leçons d'optique physique. Tome II (G. Masson, 1872)
- Recherches sur les propriétés optiques développées dans les corps transparents par l'action du magnétisme (Mallet-Bachelier, 1854)
- Théorie mécanique de la chaleur. Tome I  (G. Masson, 1868)
- Théorie mécanique de la chaleur. Tome II (G. Masson, 1872)
- Conférences de physique faites à l'Ecole Normale. Première partie (Masson, 1872)
- Conférences de physique faites à l'Ecole Normale. Seconde partie (Masson, 1873)